# Wahlfeld (Königswinter)
Wahlfeld ist ein Ortsteil der Stadt Königswinter im nordrhein-westfälischen Rhein-Sieg-Kreis. Er gehört zum Stadtteil Oberpleis und zur gleichnamigen Gemarkung Wahlfeld.

## Geographie
Wahlfeld liegt etwa einen Kilometer nördlich des Ortszentrums von Oberpleis im Pleiser Hügelland. Am östlichen Ortsrand verläuft der Pleisbach, dem südlich von Wahlfeld der Lützbach und innerhalb des Ortes der Lafkaulenbach zufließt. Die Ortschaft umfasst Höhenlagen zwischen 100 und 130 m ü. NHN. Zu den nächstgelegenen Ortschaften gehören Uthweiler im Norden, Thelenbitze und Pleiserhohn im Osten, Oberpleis im Süden sowie Jüngsberg im Nordwesten. Östlich von Wahlfeld verläuft die Landesstraße 143 (Aegidienberg–Oberpleis–Niederpleis–Troisdorf).
Die Gemarkung Wahlfeld umfasst die Ortschaften Wahlfeld, Jüngsfeld, Uthweiler, Niederbuchholz, Thelenbitze, Pleiserhohn, Eisbach, Rübhausen, Pützstück und Waschpohl sowie den Hof Elsfeld. Sie grenzt (im Uhrzeigersinn) an die Gemarkungen Söven, Kurscheid, Wellesberg (alle Stadt Hennef (Sieg)), Oberpleis, Hasenpohl und Oelinghoven.

## Geschichte
Wahlfeld (früher auch Walfeld) war eine von zuletzt fünf Honschaften, aus denen sich das Kirchspiel Oberpleis im bergischen Amt Blankenberg spätestens von 1555 bis zur Auflösung des Herzogtums Berg im Jahre 1806 zusammensetzte. Die Honschaft Wahlfeld umfasste auch die Orte Pleiserhohn, Thelenbitze und Uthweiler sowie das Haus Elsfeld. Ende des Jahres 1808 wurde die vormalige Honschaft in eine nicht eigenständige Gemeinde bzw. einen Ortsbezirk der Mairie Oberpleis (ab 1813 „Bürgermeisterei Oberpleis“) überführt, die verwaltungsmäßig zum Kanton Hennef im Großherzogtum Berg gehörte. In preußischer Zeit (ab 1815) blieb Wahlfeld als Kataster- bzw. Steuergemeinde Teil der Bürgermeisterei Oberpleis und wurde dem Kreis Siegburg (ab 1825 „Siegkreis“) zugeordnet. Die Gemeinde wurde 1845/46 in die neugebildete und politisch eigenständige Gemeinde Oberpleis eingegliedert. Bis 1969 blieb Wahlfeld ein Ortsteil der Gemeinde Oberpleis. Die Gemarkung Wahlfeld in den Grenzen der Mitte des 19. Jahrhunderts aufgelösten Gemeinde besteht bis heute.
| Jahr | Einwohner |
| ---- | --------- |
| 1816 | 64        |
| 1828 | 76        |
| 1843 | 87        |
| 1885 | 75        |
| 1905 | 67        |

## Sehenswürdigkeiten

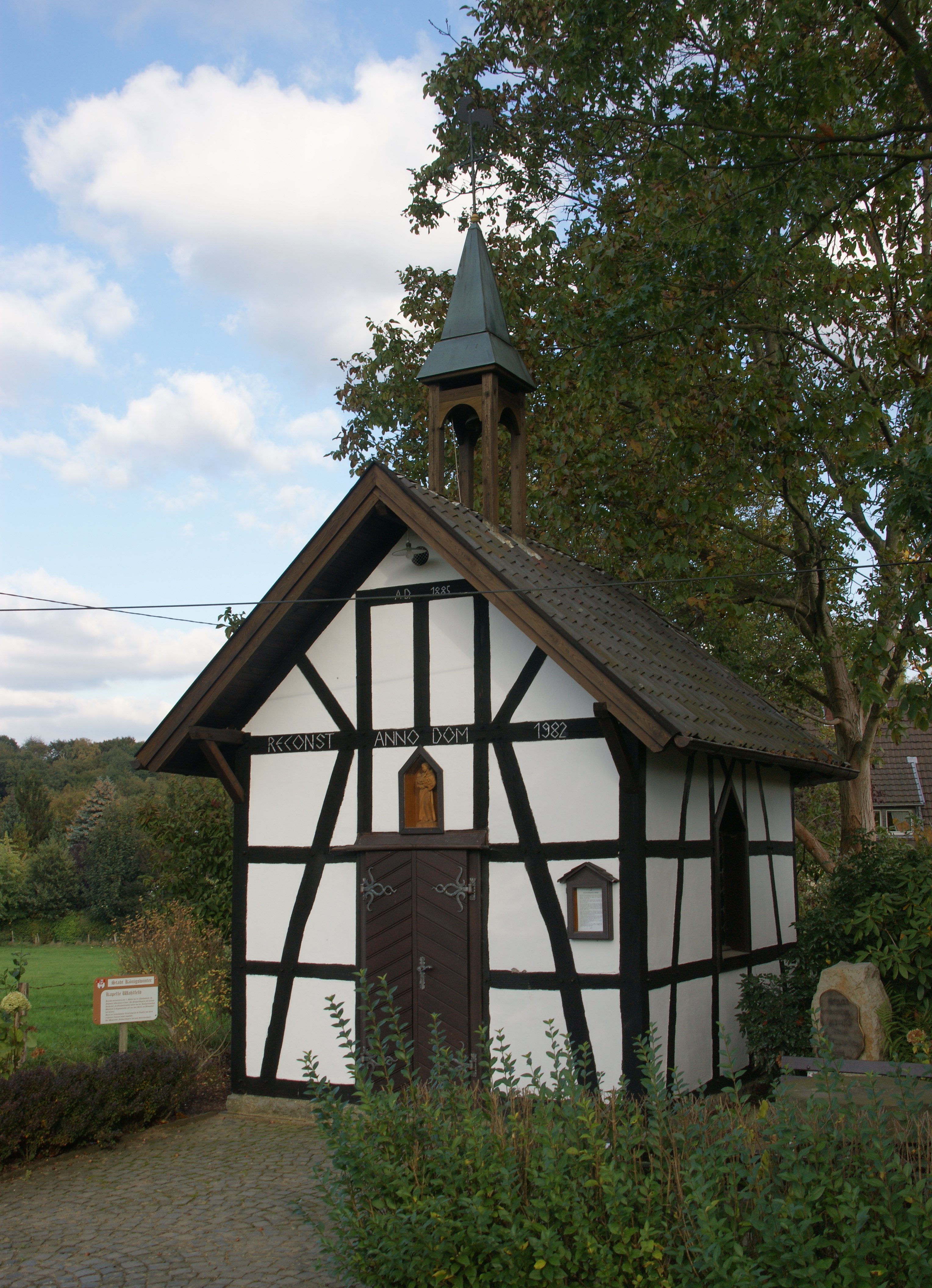
Antoniuskapelle in Wahlfeld
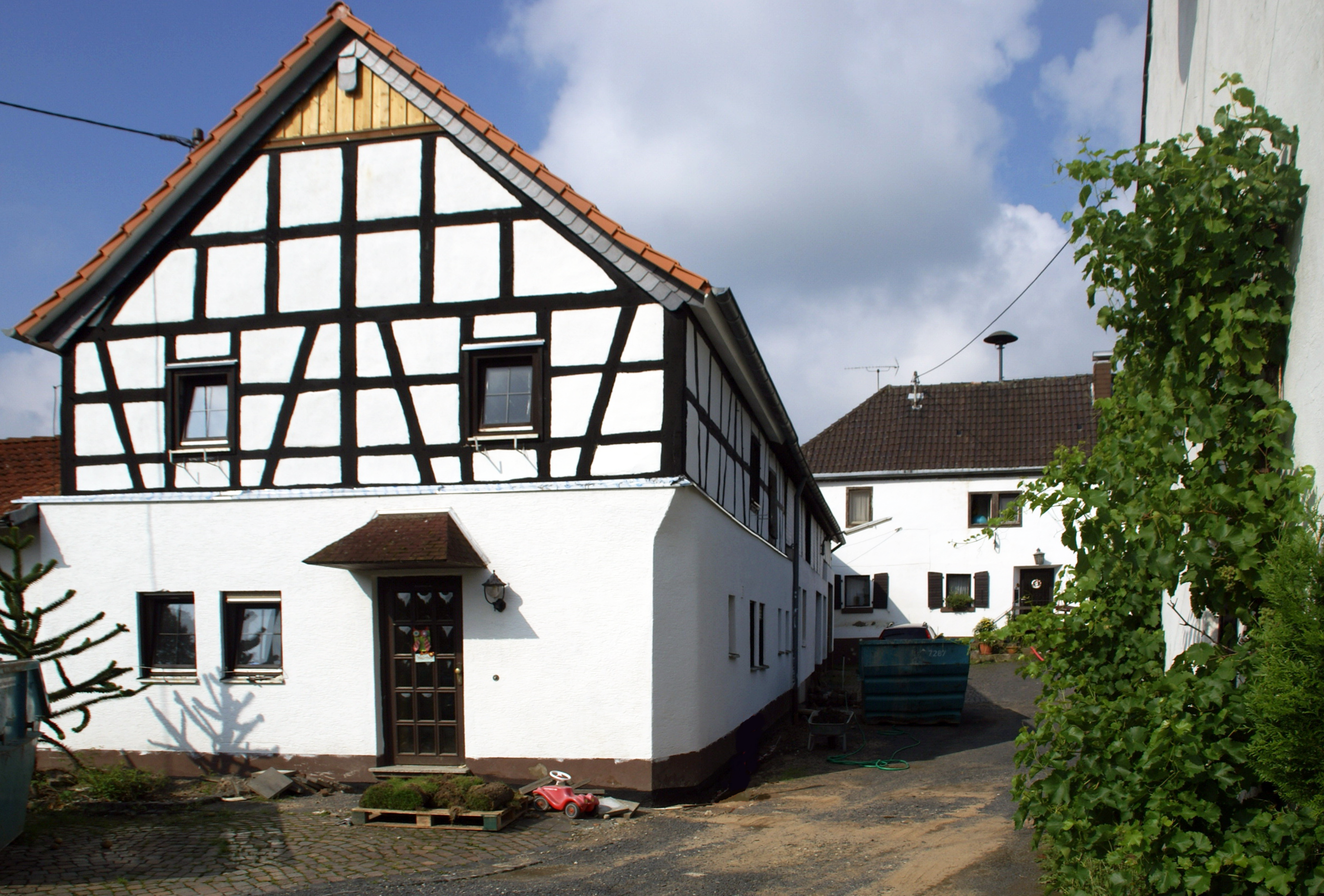
Bönnschenhof

Die Antoniuskapelle in Wahlfeld ist ein denkmalgeschützter Fachwerkbau mit Satteldach und Dachreiter aus dem Jahre 1885. Sie wurde 1982 von Uthweiler hierherversetzt. Zur Innenausstattung gehört ein gemauerter Altar mit einer Figur des Patrons, der als Holzfigur auch außen in einer Nische eingelassen ist.
Bedeutendstes Baudenkmal ist neben der Antoniuskapelle der Bönnschenhof (früher auch Bönnscherhof), eine vierflügelige Fachwerk-Hofanlage aus dem 18. Jahrhundert. Sie umfasst ein zweigeschossiges Wohnhaus und eine Scheune, benachbart ist ein als Backhaus erbauter Backsteinbau mit Fachwerkanbau aus dem 19. Jahrhundert. Die Vorgängerbauten des Bönnschenhofs sollen bis auf das 12. Jahrhundert zurückgehen, als er in den Besitz des Bonner Cassius-Stifts fiel. Die landwirtschaftliche Nutzung des Hofes endete 1993.